# Aanbraden

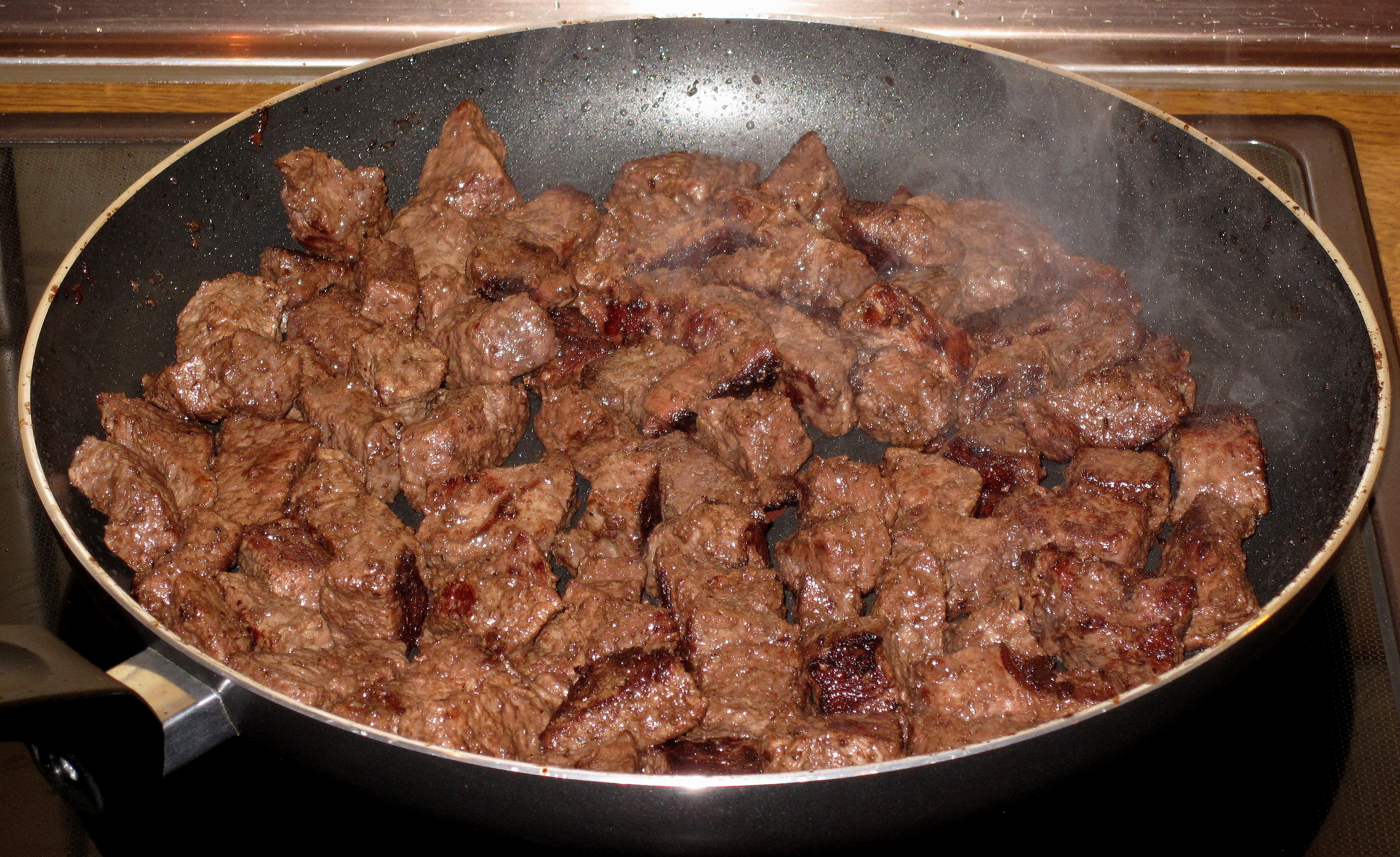
Aanbraden

Aanbraden is het dichtschroeien van vlees, vis of gevogelte door het direct in het hete vet of de olie te leggen, zodat het een bruin korstje krijgt.
De bedoeling van aanbraden is ervoor te zorgen dat het vlees van binnen vochtig, dat wil zeggen mals, blijft, zodat er weinig smaak verloren gaat. Na het aanbraden wordt het vuur naar beneden gedraaid, zodat het vlees kan garen.
Er wordt gedacht dat het vocht na het aanbraden nauwelijks nog aan het vlees kan ontsnappen. Dat is echter niet zo; door het aanbraden zelf verliest het vlees al extra vocht. Doordat de structuur van het buitenste vlees veranderd is, kan het vocht na het aanbraden juist sneller ontsnappen, dan bij vlees dat niet aangebraden wordt. Door het aanbraden van vlees droogt het vlees dus sneller uit.
Biefstuk wordt vaak kort aangebraden en daarna uit de pan gehaald. Deze 'biefstuktechniek' is alleen bruikbaar voor 'massief' vlees waarvan de binnenkant niet in aanraking is geweest met de buitenwereld en dus in principe bacterievrij is. Met producten zoals tartaar of gehakt is deze techniek dus niet bruikbaar, het vlees moet dan dus tot binnenin doorbakken zijn, het is daarentegen niet nodig het aan te braden.
- na zeer kort aanbraden wordt een biefstuk bijna rauw, bleu of very rare genoemd, afhankelijk of men de Nederlandse, Franse of Engelse term hiervoor gebruikt
- even aanbraden maakt het rood, saignant of rare
- bij iets langer aanbraden heet de biefstuk rosé, à point of medium
- na extra lang braden wordt het doorbakken, bien cuit of well done genoemd

Hoe langer in de pan, hoe meer vocht er verloren gaat, waardoor het vlees taaier wordt.